# Gabinet Billa Clintona
Gabinet Billa Clintona – powołany i zaprzysiężony w 1993 roku.

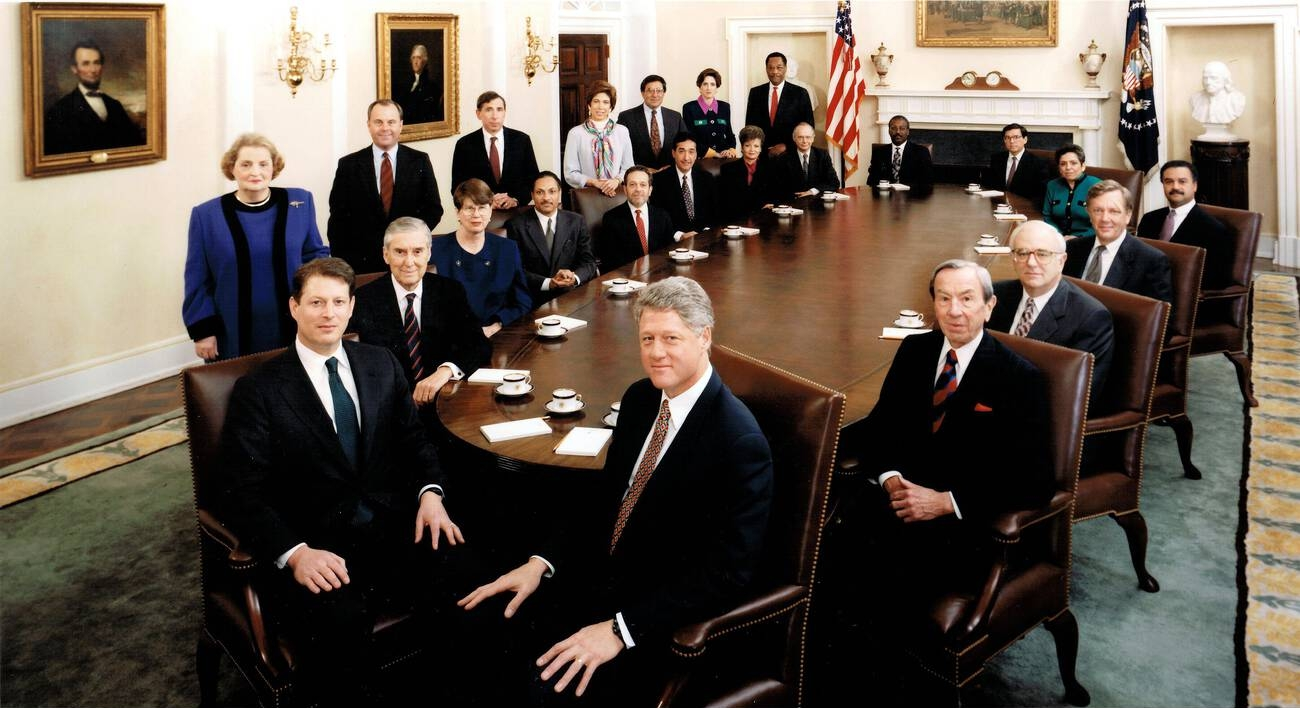
Gabinet Billa Clintona, 1993

| Funkcja/Departament                   | Zdjęcie | Imię i nazwisko        | Kadencja    |
| ------------------------------------- | ------- | ---------------------- | ----------- |
| Prezydent                             |         | Bill Clinton           | 1993 – 2001 |
| Wiceprezydent                         |         | Al Gore                | 1993 – 2001 |
| Sekretarz stanu                       |         | Warren Christopher     | 1993 – 1997 |
|                                       |         | Madeleine Albright     | 1997 – 2001 |
| Sekretarz skarbu                      |         | Lloyd Bentsen          | 1993 – 1994 |
|                                       |         | Robert Rubin           | 1995 – 1999 |
|                                       |         | Lawrence Summers       | 1999 – 2001 |
| Sekretarz obrony                      |         | Les Aspin              | 1993 – 1994 |
|                                       |         | William Perry          | 1994 – 1997 |
|                                       |         | William Cohen          | 1997 – 2001 |
| Prokurator generalny                  |         | Janet Reno             | 1993 – 2001 |
| Sekretarz zasobów wewnętrznych        |         | Bruce Babbitt          | 1993 – 2001 |
| Sekretarz rolnictwa                   |         | Mike Espy              | 1993 – 1994 |
|                                       |         | Dan Glickman           | 1995 – 2001 |
| Sekretarz handlu                      |         | Ron Brown              | 1993 – 1996 |
|                                       |         | Mickey Kantor          | 1996 – 1997 |
|                                       |         | William Daley          | 1997 – 2000 |
|                                       |         | Norman Mineta          | 2000 – 2001 |
| Sekretarz pracy                       |         | Robert Reich           | 1993 – 1997 |
|                                       |         | Alexis Herman          | 1997 – 2001 |
| Sekretarz zdrowia i opieki społecznej |         | Donna Shalala          | 1993 – 2001 |
| Sekretarz edukacji                    |         | Richard Riley          | 1993 – 2001 |
| Sekretarz budownictwa                 |         | Henry Cisneros         | 1993 – 1997 |
|                                       |         | Andrew Cuomo           | 1997 – 2001 |
| Sekretarz transportu                  |         | Federico Peña          | 1993 – 1997 |
|                                       |         | Rodney Slater          | 1997 – 2001 |
| Sekretarz energetyki                  |         | Hazel O'Leary          | 1993 – 1997 |
|                                       |         | Federico Peña          | 1997 – 1998 |
|                                       |         | Bill Richardson        | 1998 – 2001 |
| Sekretarz ds. weteranów               |         | Jesse Brown            | 1993 – 1997 |
|                                       |         | Togo West              | 1997 – 2000 |
|                                       |         | Hershel W. Gober (p.o) | 2000 – 2001 |